# Sultanato de Quiloa
```
   |-
       |
Erro:
:  
valor não especificado para "
nome_comum
"
```

O Sultanato de Quiloa foi um sultanato, centrado em Quíloa (uma ilha no atual Distrito de Quiloa, em Lindi na Tanzânia), cuja autoridade, no seu auge, se estendia por toda a extensão da Costa Suaíli. Segundo a lenda, foi fundado no século X por Ali ibn al-Hassan Shirazi, um príncipe persa de Xiraz.